# 이수진 (영화 감독)
이수진(1977년 2월 9일 ~ )은 대한민국의 영화 감독이다. 《아빠》, 《아들의 것》, 《적의 사과》 등 단편 영화를 거쳐, 2013년 밀양 지역 고교생의 여중생 집단 성폭행 사건을 모티브로 한 영화 《한공주》로 큰 반향을 일으키며 2014년 청룡영화상 신인감독상을 수상하였다. 2019년에는 신작 《우상》을 발표하였다.

## 작품
- 《아빠》 (2004) : 감독 (단편)
- 《팔월의 일요일들》(2005) : 조연출, 단역
- 《아들의 것》 (2006): 감독, 각본 (단편)
- 《행복》 (2007): 연출부
- 《적의 사과》 (2007) 감독,각본 (단편)
- 《한공주》 (2013) 감독,각본,제작
- 《우상》 (2019) 감독, 각본

## 수상
- 청룡영화상 신인감독상 (2014)
- 들꽃영화상 대상 (2015)